# Anna di Świdnica
Anna di Świdnica ( ceco: Anna Svídnická, polacco: Anna Świdnicka, tedesco: Anna von Schweidnitz und Jauer; Świdnica, 1339 – Praga, 11 luglio 1362) fu regina di Boemia, regina dei Romani e imperatrice del Sacro Romano Impero come terza moglie dell'imperatore Carlo IV.

## Biografia
Anna era la figlia del duca Enrico II di Świdnica-Jawor (Świdnica e Jawor), il ramo slesiano della dinastia Piast. Sua madre era probabilmente Caterina d'Ungheria, figlia di re Carlo I d'Ungheria. Nella sua autobiografia, scritta in latino, che copre il periodo della sua giovinezza, prima del matrimonio con Anna, l'imperatore Carlo menziona civitatem Swidnitz e dux Swidnicensis, come rappresentato nella sala degli stemmi del suo castello di Wenzelschloss, a Lauf an der Pegnitz, vicino a Norimberga.
Il padre di Anna morì quando lei aveva quattro anni e lo zio Bolko II, duca di Świdnica-Jawor, divenne il suo tutore. Venne allevata ed educata dalla madre a Visegrád, in Ungheria. All'età di undici anni, Anna venne promessa in sposa a Venceslao, il figlio neonato, nonché successore, dell'imperatore Carlo IV; l'infante e la madre Anna del Palatinato morirono e quindi l'imperatore, da poco vedovo, chiese per sé stesso la mano di Anna di Świdnica. Il matrimonio era infatti parte di una strategia di Carlo e di suo padre, Giovanni, per ottenere il controllo dei ducati Piast della Slesia, in quanto vedlejší země (territori confinanti) del regno di Boemia. Lo zio materno di Anna, Luigi I d'Ungheria, futuro re di Polonia, assecondò il piano rinunciando ai propri diritti successori su Schweidnitz in favore della casata di Lussemburgo.
Grazie all'intercessione dell'arcivescovo di Praga, Arnošt z Pardubic, papa Innocenzo VI diede la dispensa per il matrimonio, necessaria a causa del legame di parentela che legava marito e moglie. I due si sposarono il 27 maggio 1353, quando Anna aveva quattordici anni, mentre lo sposo ne aveva trentasette. Assistettero alla celebrazione, oltre al tutore di Anna, Bolko II, anche il duca Alberto II d'Austria, re Luigi I d'Ungheria, il margravio Ludovico di Brandeburgo, il duca e futuro primo elettore di Sassonia Rodolfo, un inviato di re Casimiro III di Polonia ed un rappresentante della repubblica di Venezia.
Il 28 luglio dello stesso anno, a Praga, Anna venne incoronata regina di Boemia dall'arcivescovo Arnošt; il 9 febbraio 1354, ad Aquisgrana, venne incoronata regina dei Romani. Durante la cerimonia d'incoronazione di Carlo come Imperatore del Sacro Romano Impero, il 5 aprile 1355, nella basilica di San Pietro, Anna ricevette la corona di imperatrice. Fu quindi la prima regina di Boemia a divenire imperatrice.
Nel febbraio del 1361 Anna divenne madre del tanto desiderato successore al trono, Venceslao, che venne al mondo a Norimberga e battezzato l'11 aprile nella Sebalduskirche dagli arcivescovi di Praga, Colonia e Magonza. Anna non sopravvisse abbastanza a lungo per assistere all'incoronazione del figlio di due anni; all'età di appena ventitré anni essa morì di complicanze legate ad un parto, l'11 luglio 1362. È sepolta nella cattedrale di San Vito. L'anno successivo l'imperatore sposò Elisabetta di Pomerania e i ducati di Schweidnitz e Jauer passarono alla Boemia alla morte di Bolko II nel 1368.

## Discendenza
Dal matrimonio con Carlo IV nacquero:
- Venceslao, successore di Carlo come imperatore e re di Boemia
- Elisabetta, che sposò Alberto III d'Asburgo
- un maschio (nato e morto l'11 luglio 1362)

## Ascendenza
|                         |                        |                         | Genitori                |  |  | Nonni |  |  | Bisnonni            |  |  | Trisnonni             |  |
|                         |                        |                         |                         |  |  |       |  |  | Bolko I di Świdnica |  |  | Boleslao II di Slesia |  |
|                         |                        |                         |                         |  |  |       |  |  | Bolko I di Świdnica |  |  | Boleslao II di Slesia |  |
|                         |                        | Edvige di Anhalt        |                         |  |  |       |  |  | Bolko I di Świdnica |  |  |                       |  |
| Bernardo II di Świdnica |                        |                         |                         |  |  |       |  |  | Bolko I di Świdnica |  |  |                       |  |
|                         |                        | Beatrice di Brandeburgo | Ottone V di Brandeburgo |  |  |       |  |  |                     |  |  |                       |  |
|                         |                        | Beatrice di Brandeburgo | Ottone V di Brandeburgo |  |  |       |  |  |                     |  |  |                       |  |
|                         |                        | Beatrice di Brandeburgo | …                       |  |  |       |  |  |                     |  |  |                       |  |
| Enrico II di Świdnica   |                        | Beatrice di Brandeburgo |                         |  |  |       |  |  |                     |  |  |                       |  |
|                         |                        | Ladislao I di Polonia   | Casimiro I di Cuiavia   |  |  |       |  |  |                     |  |  |                       |  |
|                         |                        | Ladislao I di Polonia   | Casimiro I di Cuiavia   |  |  |       |  |  |                     |  |  |                       |  |
|                         |                        | Ladislao I di Polonia   | Eufrosina di Opole      |  |  |       |  |  |                     |  |  |                       |  |
| Cunegonda di Polonia    |                        | Ladislao I di Polonia   |                         |  |  |       |  |  |                     |  |  |                       |  |
|                         |                        | Edvige di Kalisz        | Boleslao il Pio         |  |  |       |  |  |                     |  |  |                       |  |
|                         |                        | Edvige di Kalisz        | Boleslao il Pio         |  |  |       |  |  |                     |  |  |                       |  |
|                         |                        | Edvige di Kalisz        | Iolanda di Polonia      |  |  |       |  |  |                     |  |  |                       |  |
| Anna di Świdnica        |                        | Edvige di Kalisz        |                         |  |  |       |  |  |                     |  |  |                       |  |
|                         | Carlo Martello d'Angiò | Carlo II di Napoli      |                         |  |  |       |  |  |                     |  |  |                       |  |
|                         | Carlo Martello d'Angiò | Carlo II di Napoli      |                         |  |  |       |  |  |                     |  |  |                       |  |
|                         | Carlo Martello d'Angiò | Maria Arpad d'Ungheria  |                         |  |  |       |  |  |                     |  |  |                       |  |
| Carlo I d'Ungheria      | Carlo Martello d'Angiò |                         |                         |  |  |       |  |  |                     |  |  |                       |  |
|                         |                        | Clemenza d'Asburgo      | Rodolfo I d'Asburgo     |  |  |       |  |  |                     |  |  |                       |  |
|                         |                        | Clemenza d'Asburgo      | Rodolfo I d'Asburgo     |  |  |       |  |  |                     |  |  |                       |  |
|                         |                        | Clemenza d'Asburgo      | Gertrude di Hohenberg   |  |  |       |  |  |                     |  |  |                       |  |
| Caterina d'Ungheria     |                        | Clemenza d'Asburgo      |                         |  |  |       |  |  |                     |  |  |                       |  |
|                         |                        | Casimiro di Cieszyn     | …                       |  |  |       |  |  |                     |  |  |                       |  |
|                         |                        | Casimiro di Cieszyn     | …                       |  |  |       |  |  |                     |  |  |                       |  |
|                         |                        | Casimiro di Cieszyn     | …                       |  |  |       |  |  |                     |  |  |                       |  |
| Maria di Cieszyn        |                        | Casimiro di Cieszyn     |                         |  |  |       |  |  |                     |  |  |                       |  |
|                         |                        | …                       | …                       |  |  |       |  |  |                     |  |  |                       |  |
|                         |                        | …                       | …                       |  |  |       |  |  |                     |  |  |                       |  |
|                         |                        | …                       | …                       |  |  |       |  |  |                     |  |  |                       |  |
|                         |                        | …                       |                         |  |  |       |  |  |                     |  |  |                       |  |